# Mega (winkelcentrum)

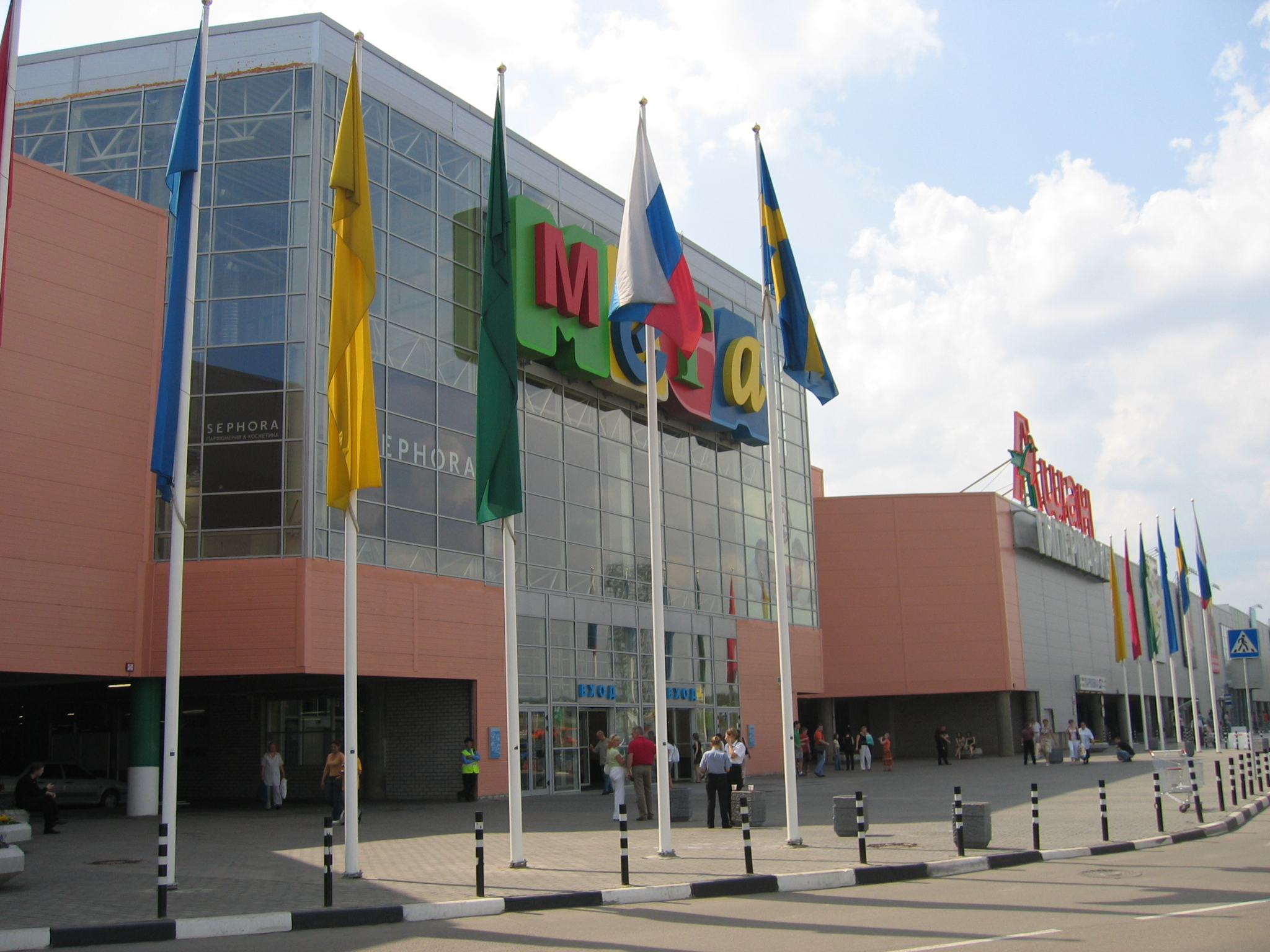
Filiaal van MEGA in Moskou (Belaja Datsja)

Mega of MEGA (Russisch: МЕГА) is een keten van winkelcentra ("Megamalls") in Rusland, onderdeel van het Zweedse concern Ikea. De Megamalls zijn de grootste winkelcentra van Rusland en ze behoren tot de grootste van Europa. De winkelcentra worden door Ikea naast bestaande of tegelijkertijd gebouwde Ikea-vestigingen geplaatst.

## Vestigingen
Het eerste Mega-winkelcentrum ontstond in 2002 in de hoofdstad Moskou aan het zuidwestelijke deel van de MKAD (de Moskouse ringweg), net buiten de stadsgrens. Dit filiaal had bij de opening een verkoopoppervlakte van 150.000 m² en een totale oppervlakte van 53 hectare, waarmee het de grootste van Europa was. In de jaren erna werden er nog een tiental geopend, waaronder een filiaal bij Moskou van 300.000 m².
| Naam            | Locatie                                  | Winkeloppervlakte (m²) | Totale oppervlakte (m²) | Huurders | Winkels | Geopend |
| --------------- | ---------------------------------------- | ---------------------- | ----------------------- | -------- | ------- | ------- |
| Belaja Datsja   | Kotelniki (oblast Moskou)                | 222.000                | 300.000                 | 330+     | 273     | 2006    |
| Chimki          | Chimki (oblast Moskou)                   | 174.688                | 210.618                 | 220+     | 211     | 2004    |
| Tjoply Stan     | Sosenskoje (Moskou)                      | 149.591                | 189.076                 |          | 172     | 2002    |
| Dybenko         | district Vsevolozjski (oblast Leningrad) | 141.430                | 181.930                 | 214      | 207     | 2006    |
| Omsk            | Omsk                                     | 130.000                | 154.000                 | 150+     | 171     | 2009    |
| Oefa            | Oefa                                     | 114.700                | 141.800                 | 190+     | 148     | 2011    |
| Rostov-na-Donoe | Aksaj (oblast Rostov)                    | 103.000                | 130.000                 | 201      | 183     | 2007    |
| Samara          | Samara                                   | 108.400                | 133.400                 | 225+     | 225     | 2011    |
| Parnas          | district Vsevolozjski (oblast Leningrad) | 102.195                | 127.149                 | 185      | 159     | 2006    |
| Adygea-Koeban   | Novaja Adygea (Adygea)                   | 101.800                | 124.700                 | 185      | 159     | 2008    |
| Kazan           | Kazan (Tatarstan)                        | 98.000                 | 120.000                 | 156      | 134     | 2005    |
| Jekaterinboerg  | Jekaterinenburg (oblast Sverdlovsk)      | 84.000                 | 127.000                 |          | 138     | 2006    |
| Novosibirsk     | Novosibirsk (oblast Novosibirsk)         | 43.563                 | 103.441                 | 190      | 146     | 2007    |
| Nizjni Novgorod | Fedjakovo (oblast Nizjni Novgorod)       | 39.804                 | 100.251                 |          | 137     | 2006    |

## Indeling
Alle Mega's kennen eenzelfde indeling: naast de gewone winkelpassages met vaak honderden kleinere en grotere winkels, bevinden zich er hypermarkten, cafés en restaurants, multiplex-bioscopen, dienstverlenende bedrijven en een kunstijsbaan, die het hele jaar open is, onder een dak met vaak een Ikea en een Obi (Duitse bouwmarkt) in de directe nabijheid. De Mega's zijn typische vormen van grootschalige detailhandelsvestigingen (GDV's) met veel parkeerplaatsen in dunner bevolkte en daardoor minder kostende gebieden, en gelegen aan doorgaande uitvalswegen van grotere stedelijke agglomeraties. Voor mensen die minder goed ter been zijn worden pendelbussen ingezet, die mensen op gezette tijden van en naar het dichtstbijgelegen metrostation vervoeren.